# Christo i Jeanne-Claude
Christo (n. Gàbrovo, Bulgària, 13 de juny de 1935 - Nova York, 31 de maig de 2020) i Jeanne-Claude (n. Casablanca, Marroc, 13 de juny de 1935 - 18 de novembre de 2009) foren un matrimoni d'artistes que realitzà instal·lacions artístiques ambientals (art natura).
Es caracteritzaren, principalment, per utilitzar tela per a embolicar gegantins edificis o cobrir extenses àrees públiques.
Van realitzar les seues instal·lacions en diferents països: l'any 1972 van folrar l'edifici del Reichstag d'Alemanya i el 1985 van cobrir el Pont Neuf de París. També van construir una cortina de 39 quilòmetres de llarg, anomenada Running Fence, en la comuna francesa de Marin el 1973. Els seus darrers projectes van ser The Gates (2005), que va consistir en instal·lar 7.503 marcs metàl·lics en el Central Park de Nova York, The flotating Piers (2016) i The London Mastaba (2018).

## Christo

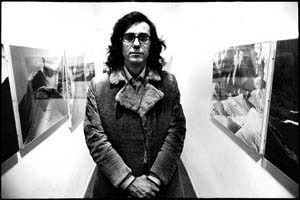
1972

Christo, l'artista primordial i dissenyador dels projectes del duo, va nàixer el 13 de juny de 1935 a Gàbrovo, Bulgària. Son pare, Vladimir Javacheff, era científic i sa mare, Tsveta Dimitrova, era secretària de l'Acadèmia de Belles Arts de Sofia. Els artistes de l'Acadèmia que visitaven la seua família van observar el talent artístic de Christo a una primerenca edat.
Per part de son pare, Christo era descendent d'un immigrant alemany a Bulgària. El besavi de Christo, l'alemany Friedrich Fischer, havia inventat un sistema modern per a la producció massiva de rodaments. Fischer va enviar el seu fill -l'avi de Christo, Vitus Fischer- a Bulgària per a inaugurar la primera fàbrica de rodaments d'Europa de l'Est. Després de col·lapsar el projecte (14 obrers búlgars van morir en un accident a la fàbrica) i en veure que la policia local el mirava amb recel, Vitus Fischer va canviar la seua identitat per la de Dmitri Javacheff, nom d'un dels treballadors que van morir en l'accident. Amb la seua nova identificació, Vitus es va reincorporar a la societat com un búlgar comú i corrent i va començar a treballar en un negoci de producció de llet. El fill de Dmitri, Vladimir Javacheff, va mostrar les aptituds tecnològiques del seu avi i es va convertir en un científic acadèmicament reeixit a Bulgària, tot i que encara era pobre.
Christo es va adonar dels seus orígens alemanys a la dècada dels 1970 i, després d'un breu juí en les corts de la llavors Alemanya Occidental, va ser indemnitzat amb el 49% del patrimoni de Friedrich Fischer. Encara que açò faria de Christo un milionari, ell va decidir viure modestament amb una part del que produïa la seua obra artística, donant la majoria dels seus ingressos i tota la seua herència a organitzacions de caritat.
En la seua joventut, Christo es va interessar en el teatre i en les obres de Shakespeare. El 1953, va ser admès en l'Acadèmia de Belles Arts, però es va desil·lusionar de l'estricte currículum imposat pel Partit Socialista de l'època. Va estudiar Art a l'acadèmia de Sofia des de 1952 fins a 1956 i un altre any més a Praga, Txecoslovàquia. El 1957, Christo va fugir de l'estat socialista amagant-se en un camió que transportava medicines a Àustria.
Christo es va instal·lar ràpidament a Viena i es va matricular a l'Acadèmia Vienesa de Belles Arts. Després de només un semestre allí, va viatjar a Ginebra i després es va mudar a París. A causa del viatge, va perdre la ciutadania i es va convertir en una persona apàtrida. La seua vida a París es va caracteritzar per la carència econòmica i l'aïllament social, que va ser incrementat per la seua dificultat per a aprendre el francès. Va guanyar diners pintant retrats, la qual cosa va comparar amb la prostitució. En visitar les galeries i museus de la ciutat, es va inspirar en l'obra de Joan Miró, Nicholas de Stael, Jackson Pollock, Jean Tinguely i principalment en la de Jean Dubuffet.
El gener de 1958, Christo va fabricar la seua primera peça "d'art embolicat": va cobrir un pot de pintura buit amb un llenç remullat en acrílic. Ho va amarrar i va pintar amb goma d'apegar, arena i pintura d'automòbil. Un empresari alemany, anomenat Dieter Rosenkranz, va comprar diverses obres xicotetes "embolicades" per Christo. Va ser a través de Rosenkranz que Christo va conèixer l'artista francès Yves Klein i l'historiador de l'art Pierre Restany.

## Jeanne-Claude
Jeanne-Claude va néixer el mateix dia que Christo (13 de juny de 1935) a Casablanca, el Marroc. Sa mare, Précilda, tenia 17 anys quan es va casar amb el pare de Jeanne-Claude, el Major Léon Denat. Précilda i Léon es van divorciar poc de temps després del naixement de Jeanne-Claude. Durant la Segona Guerra Mundial, Jeanne-Claude va viure amb la família de son pare mentre la seua mare combatia a la Resistència francesa. Després de finalitzar la guerra el 1945, Précilda va trobar a Jeanne-Claude emocionalment pertorbada i desnodrida.
El 1946, Précilda va contraure noces amb l'influent General Jacques de Guillebon. La família va viure a París des de 1945 fins a 1952, traslladant-se a Tunis el 1952 i tornant a París el 1957.

## La parella
Christo i Jeanne-Claude es van conèixer el 1958, quan ell va ser l'encarregat de pintar un retrat de sa mare, Précilda de Guillebon. Inicialment, Christo es va sentir atret per la germanastra de Jeanne-Claude, Joyce. Jeanne-Claude estava compromesa amb Philippe Plachon. Al cap de poc d'haver-se casat amb ell, va quedar embarassada de Christo. Encara que estava casada amb Plachon, Jeanne-Claude el va abandonar immediatament després del viatge de noces. El fill de Christo i Jeanne-Claude, Cyril, va nàixer l'11 de maig de 1960. Els pares de Jeanne-Claude estaven molestos amb la relació, particularment pels humils orígens de Christo. Malgrat l'adversitat, la parella va contraure matrimoni el 28 de novembre de 1962.
El 1959, Christo va canviar el seu enfocament als objectes embolicats. En lloc d'adornar el material envoltant-lo amb goma d'apegar i arena, el va mantenir intacte. L'any següent, va deixar de pintar per complet i va finalitzar la seua sèrie Inventory.
El 1961, Christo va embolicar barrils al port alemany de Colonia. Aquest projecte es va convertir en el primer on Christo cobria objectes de gran grandària. El 1962, la parella va enfrontar el seu primer projecte monumental, Rideau de Fer (Cortina d'Acer, en francés). Sense advertir a les autoritats i com una declaració en contra del Mur de Berlín, van bloquejar amb barrils de petroli la Rue Visconti, un xicotet carrer sobre el Riu Sena. Jeanne-Claude va persuadir als policies, aconseguint que l'obra artística romanguera al lloc durant algunes hores. Encara que Christo duia a terme simultàniament la seua primera exhibició en una galeria, va ser el projecte Visconti el que el va donar a conèixer a París.
El febrer de 1964, Christo i Jeanne-Claude arribaren a Nova York. Després d'una breu gira per Europa, es van establir als Estats Units el setembre d'aquell any. Encara que eren pobres i amb un deficient maneig de l'idioma anglès, Christo va exposar el seu treball en diverses galeries, incloent-hi la Galeria Leo Castelli a Nova York i la Galeria Schmela a Düsseldorf, Alemanya. Christo va començar a embolicar aparadors de botigues. La venda dels aparadors va ajudar a finançar deutes i altres projectes artístics de la parella. El següent treball, un paquet de 1.200 metres cúbics, va ser construït amb la col·laboració d'estudiants entusiastes. Al començament de 1968, Christo i Jeanne-Claude van abandonar la Galeria Leo Castelli per a mantenir la seua autonomia.

## Treballs a gran escala

### Documenta 4
El 1968, Christo i Jeanne-Claude van tindre l'oportunitat de participar en Documenta 4 a Kassel, Alemanya. En aquesta ocasió, el projecte era visible a una distància de 25 quilòmetres. Els primers intents van fallar quan la superfície de polietilè es va malmetre mentre era hissada. Després de repetides reparacions i usant les dues grues més grans d'Europa, el projecte finalment es va fer realitat. El paquet tubular va romandre allí durant dos mesos i va tindre un valor de 70.000 dòlars, suma difícil de reunir per a Christo i Jeanne-Claude.

### Wrapped Coast(Costa Embolicada)
El 28 d'octubre de 1969, Jeanne-Claude i Christo van estrenar aquest projecte a la costa de Little Bay de Sydney (Austràlia), amb la col·laboració de cent trenta ajudants que van dedicar disset mil hores de treball per embolicar-la. El projecte va necessitar 9.300 metres quadrats de tela sintètica i 56 quilòmetres de soga. Malgrat la resistència inicial de les autoritats i el públic, les reaccions van ser majoritàriament positives.

### Valley Curtain(Cortina de la Vall)

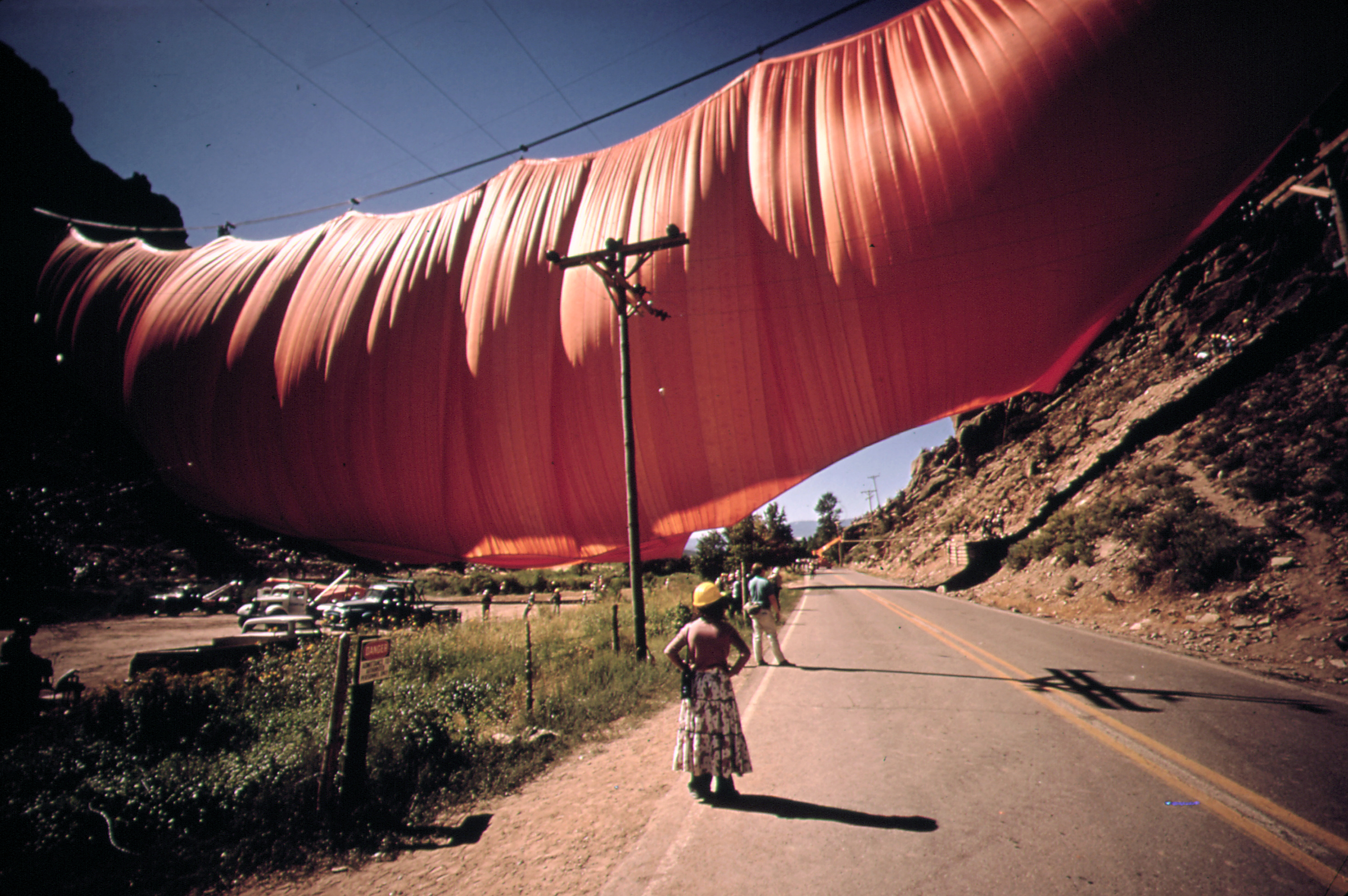
Valley Curtain 1972 (US)

El 1970, Christo i Jeanne-Claude van començar a preparar-se per al projecte Valley Curtain. Un drap de 400 metres de llarg seria estirat a través del Rifle Gap, una vall de les Muntanyes Rocoses, prop de Rifle, Colorado. La realització de l'obra va ser complicada a causa dels $230.000 (dòlars nord-americans) que van haver de reunir i les protestes d'alguns grups ambientalistes. El projecte va requerir 14.000 metres quadrats de drap per a ser penjat en un cable d'acer, el qual estava subjecte a barres metàl·liques fixades en ciment en cada vessant. També van ser necessàries dues-centes tones de formigó, que van haver de ser transportades a mà, en poals, costa amunt.
El pressupost va augmentar a $400.000, cosa que va causar a Christo i a Jeanne-Claude problemes addicionals amb el finançament. Finalment, es van vendre suficients peces d'art per a reunir els diners. El 10 d'octubre de 1971, la cortina taronja estava preparada per a ser penjada, però estava esgarrada a causa del vent i les roques. Mentre es fabricava una segona cortina, Christo va rebre la resposta d'un arquitecte de Berlín per a poder embolicar l'edifici del Reichstag. El 10 d'agost de l'any següent, el segon intent de penjar la cortina va ser un èxit, encara que va haver de ser retirada 28 hores més tard a causa de l'aproximació d'una tempesta.

### Running Fence(Tanca Corredissa)
El 1973, després de 17 anys com apàtrida, Christo es va convertir en ciutadà nord-americà. Aqueix mateix any, va començar a planejar l'obra Running Fence: una tanca feta amb pals i cables d'acer coberta per un vel, que s'estenia pel paisatge fins al mar. La tanca mesurava 5,5 metres d'alt i 40 quilòmetres de llarg. Per al projecte, es va haver de convèncer els treballadors agrícoles de l'àrea afectada i obtenir el permís de les autoritats, per la qual cosa Christo i la seua esposa van contractar a nous advocats. A finals de 1974, Christo va traçar el trajecte de la tanca amb estaques de fusta. El 19 d'abril de 1976, el projecte finalment va començar després d'una extensa lluita contra la burocràcia. Van ser necessaris aproximadament, 200.000 metres quadrats de niló, 2.050 pals d'acer i 145 quilòmetres de cable d'acer. El 10 de setembre de 1976 l'obra estava acabada. No obstant això, Christo i Jeanne-Claude van haver de pagar una multa de $60.000 per no tenir el permís de les autoritats.

### Wrapped Walk Ways(Passarel·les Embolicades)
El 1977, Christo i Jeanne-Claude estaven tornant préstecs i tractaven d'estalviar el màxim de diners. No obstant això, van continuar planejant futurs projectes. El novembre d'aqueix any, Christo es va reunir amb els seus pares, i veié sa mare per primera vegada després de 20 anys.
Amb l'obra Wrapped Walk Ways, Christo i Jeanne-Claude van cobrir 4,5 quilòmetres de passarel·les en el Parc Lloe's, ubicat en Kansas City, Missouri. El projecte va requerir 12.500 metres quadrats d'un niló brillant de color groc safrà. L'octubre, els vianants fruïren de l'obra durant dues setmanes. El cost del projecte va ascendir a $130.000.

### Surrounded Islands(Illes Rodejades)
La parella va planejar un projecte basat en la idea de Jeanne-Claude de rodejar onze illes de la Badia Biscaïna de Miami amb 603.850 metres quadrats de polipropilè rosat. L'obra va ser finalitzada el 4 de maig de 1983 amb la col·laboració de 430 ajudants i va poder ser contemplada durant dues setmanes. Les illes van ser vigilades dia i nit per monitors en bots inflables.

### Pont Neuf
El 14 de març de 1984, Jeanne-Claude es va convertir en ciutadana nord-americana, això no obstant, va mantenir una doble nacionalitat i va conservar el passaport francès. L'agost, la parella va obtindre el permís per a cobrir el Pont Neuf, després de nou anys de negociacions amb l'alcalde de París, Jacques Chirac. Per a embolicar l'estructura van caldre 40.000 metres quadrats de tela poliamida de color arena. El 22 de setembre de 1985, el projecte havia finalitzat. En les següents dues setmanes, més de tres milions de persones van visitar l'obra.

### The Umbrellas

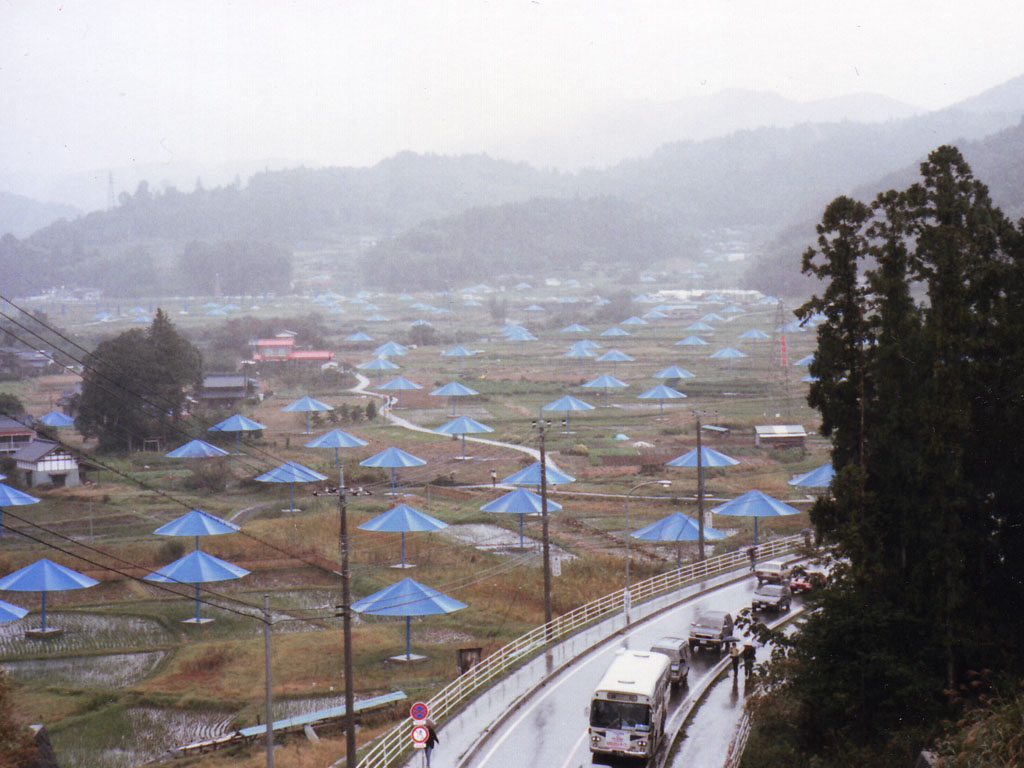
Les ombrel·les blaves instal·lades a Ibaraki, al Japó

Christo i Jeanne-Claude van preparar el seu proper treball, The Umbrellas. El pla consistia a instal·lar paraigües blaus i grocs a Califòrnia i Ibaraki, Japó, al mateix temps. El desembre de 1990, es van col·locar les bases per a les ombrel·les. Els pedestals de 80 centímetres de llarg es van ancorar a terra amb tensors de 1.500 kiloponds. El setembre de l'any següent, els paraigües van ser portats als seus llocs per 2.000 treballadors. Per a conservar el paisatge, les bases es van transportar als seus llocs amb un helicòpter. El cost final del projecte va ser de $26 milions.
Els colors de les ombrel·les van ser triats amb l'objectiu de complementar el paisatge on serien instal·lades: el groc havia d'accentuar l'herba color ambre present als tossals de Southern Califòrnia i el blau havia d'accentuar l'exuberant fullatge que rodejava un riu del Japó.
El 7 de setembre de 1991, estaven instal·lats 1.340 paraigües blaus a Ibaraki i 1.760 paraigües grocs al Tejon Ranch de Califòrnia. L'exhibició va començar el 9 d'octubre. Un total de tres milions de persones van visitar les ombrel·les, cada una de les quals mesurava 6 metres d'alt i 8,66 metres de diàmetre. Els paraigües es van convertir en una gran atracció turística; algunes persones els van utilitzar per a fer pícnics i altres, fins i tot, els van usar com a altars de casament.
Dos obrers van morir durant la construcció de l'obra. Una dona, Lori Mathews, va morir quan un dels paraigües la va colpejar empentat per una ratxa de ven,t i un home, Masaaki Nakamura, va ser electrocutat mentre treia les ombrel·les i va entrar en contacte amb una línia d'alt voltatge.

### L'edifici del Reichstag
Després de les ombrel·les, Christo i la seua esposa es van concentrar a embolicar l'edifici del Reichstag a Alemanya. Amb el suport de la presidenta parlamentària, Rita Süssmut, la parella es va esforçar per a convèncer els membres del Parlament, anant d'oficina a oficina, enviant cartes a cada un dels 622 delegats i realitzant innumerables telefonades per a negociar. El 25 de febrer de 1995, després de llargues discussions, el Bundestag va autoritzar l'execució del projecte.
Més de 100.000 metres quadrats de tela de polipropilè resistent al foc, coberta per una capa d'alumini, i 15 quilòmetres de corda van ser necessaris. L'edifici va començar a ser embolicat el 17 de juny de 1995, una setmana després ja estava preparat. L'espectacle va ser contemplat per 5 milions de visitants abans de ser retirat el 7 de juliol d'aqueix mateix any.

### Verhüllte Bäume(Arbres Coberts)
Entre el 13 de novembre i el 14 de desembre de 1998, Christo i Jeanne-Claude van embolicar 178 arbres en el Parc Berower, al nord-oest de Basilea, Suïssa. Per a cobrir els arbres, la parella va utilitzar 55.000 metres quadrats d'un brillant polièster color plata i 23 quilòmetres de soga. Les branques dels arbres espentaven la tela creant formes úniques en cada un d'ells. La grandària de l'obra variava de 2 a 25 metres d'altura i d'1 a 15 metres d'ample, depenent del volum dels arbres. Tal com altres antics projectes, va ser finançat amb la venda de peces originals. Tot el material usat en els Arbres Coberts va ser reciclat quan l'obra va ser desmuntada.

### Wrapped Snoopy House(Casa d'Snoopy Embolicada)
El 1978, Charles Schulz va dibuixar un episodi de la seua tira còmica Peanuts, on la casa del protagonista, Snoopy, havia sigut embolicada en tela per Christo. En resposta, Christo va construir una casa per a gossos i la va cobrir de tela, per a posteriorment regalar-la al Museu Charles M. Schulz l'any 2003.

### The Gates(Les Portes)

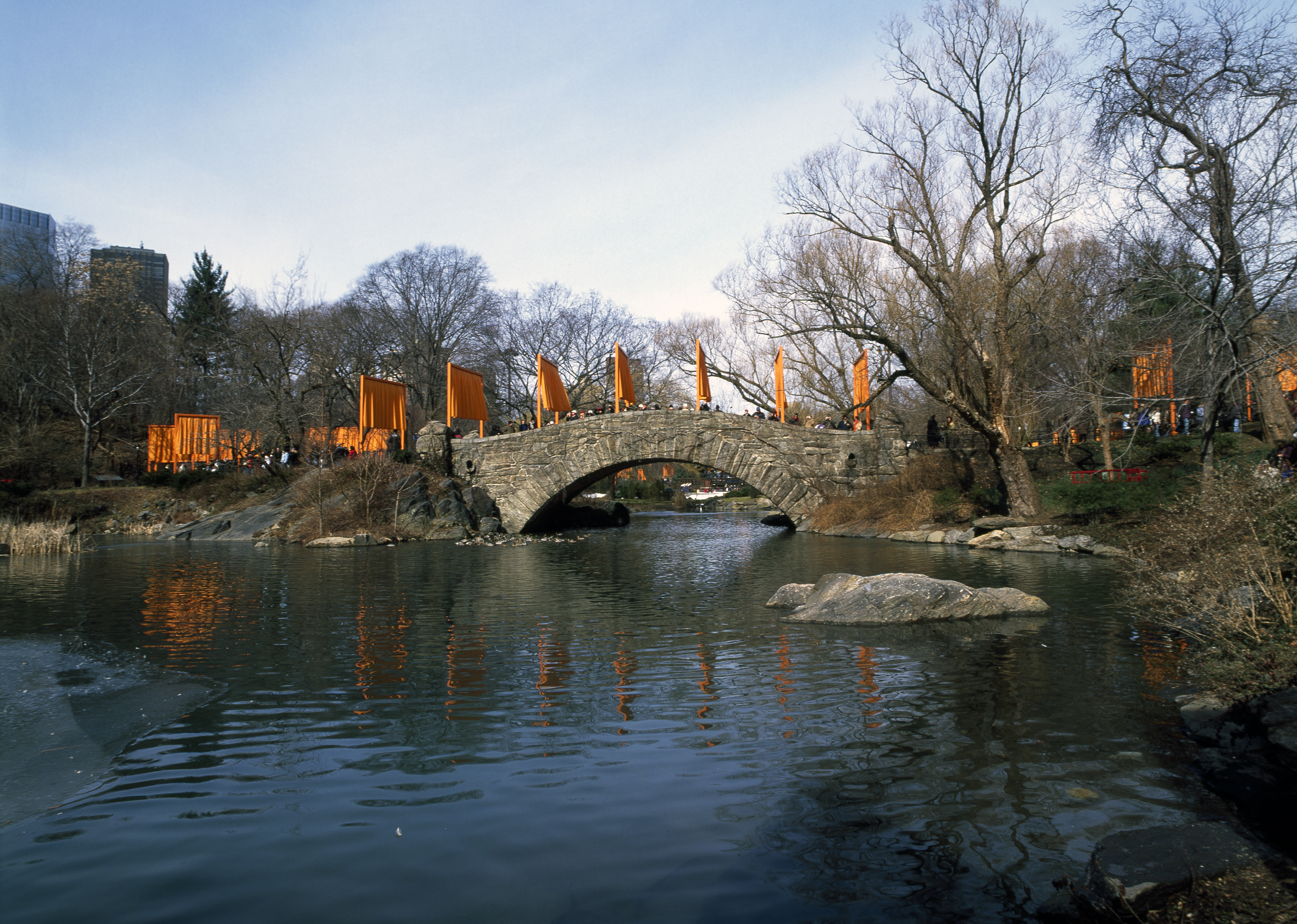
La instal·lació The Gates, amb el parc nevat

El 3 de gener de 2005 va començar la instal·lació del projecte més extens de la parella, The Gates, en el Central Park de Nova York. Christo i Jeanne-Claude també van batejar l'obra com The Gates, Central Park, Nova York, 1979-2005 fent referència al temps transcorregut des de la primera vegada que van demanar el permís a les autoritats, fins que el projecte va ser aprovat per l'alcalde de la ciutat, Michael Bloomberg. The Gates va ser inaugurat el 12 de febrer del 2005 i va ser clausurat dues setmanes després. Es van fabricar un total de 7.053 "portes" amb un material de color groc safrà i van ser instal·lades en les sendes del parc. Mesuraven 5 metres d'alt i, combinades, tenien un ample de 37 quilòmetres.
El valor del projecte es va estimar en $21 milions que van ser reunits completament per Christo i Jeanne-Claude. Per a finançar l'obra, la parella va haver de vendre peces artístiques de les dècades 1950 i 1960, estudis, dibuixos, collages i fotografies originals dels seus anteriors treballs. No van acceptar cap patrocini, ni tan sols la ciutat de Nova York va haver de proveir fons. Christo i Jeanne-Claude van donar a "Nurture New York's Nature Inc." tots els guanys produïts pels souvenirs que es van vendre, com ara postals, camisetes i cartells. Per a prevenir el vandalisme, uns 600 empleats van repartir als visitants prop d'1 milió de trossos de tela de 7 centímetres quadrats cada u. Aquests empleats també entregaven informació als espectadors sobre el projecte.

### Big Air Package
En aquest projecte, de març a desembre de 2013, Christo va omplir l'antic dipòsit de gas d'Oberhausen, convertit en sala d'exposicions, amb la instal·lació Big Air Package. El projecte "Big Air Package – Project for Gasometer Oberhausen, Germany" va ser concebut per Christo el 2010, per primer cop sense la seva dona, que havia mort el 2009. L'escultura inflable estava composta per 20.350 metres cúbics de tela translúcida i 4.500 m de corda. Quan estava inflada, arribava als 90 metres d'alt i 50 de diàmetre i als 177.000 metres cúbics. L'interior era accessible i s'hi creava una experiència d'espai, proporcions i llum.

### The Floating Piers(El moll flotant)

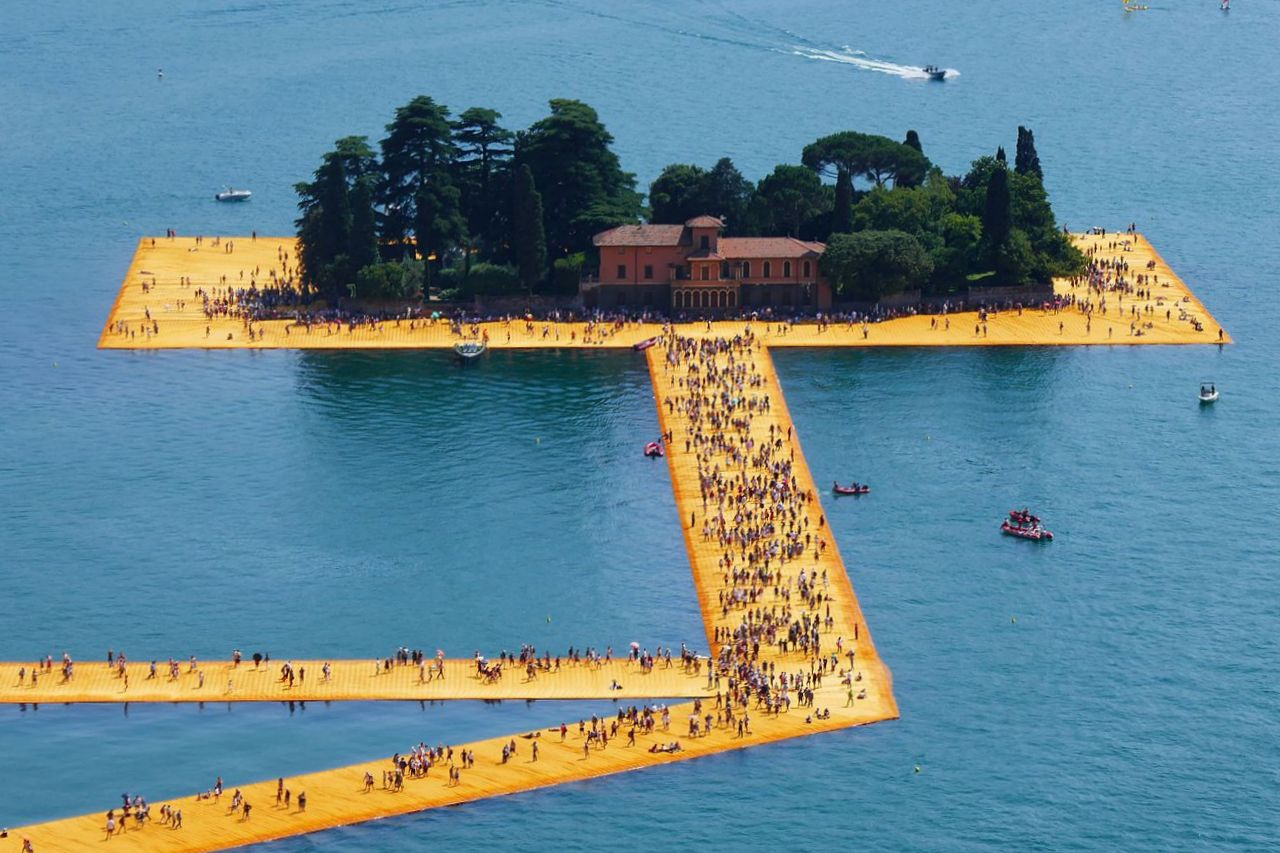
The Floating Piers

The Floating Piers van ser una sèrie de passarel·les instal·lades al Llac d'Iseo, prop de Brescia, Itàlia. Del 18 de juny de 2016 i fins al 3 de juliol es van instal·lar una sèrie de passarel·les flotants entre el poble de Sulzano i les illes de Monte Isola i San Paolo. Estaven construïdes amb uns 200,000 cubs de polietilè coberts amb 70.000 metres quadrats de tela groc brillant que permetien caminar uns 3 km dins sobre l'aigua; hi havia encara 1,5 km de passejada sobre tela daurada en els carrers per a vianants de Sulzano i Peschiera Maraglio. Després de la instal·lació, tots els components foren reciclats. Aquesta obra va ser propiciada per la família Beretta, els fabricants d'armes, propietària de l'illa de San Paolo, que quedava rodejada pel moll flotant. Aquesta obra va ser un èxit de públic i crítica.

### The London Mastaba(La Mastaba de Londres)

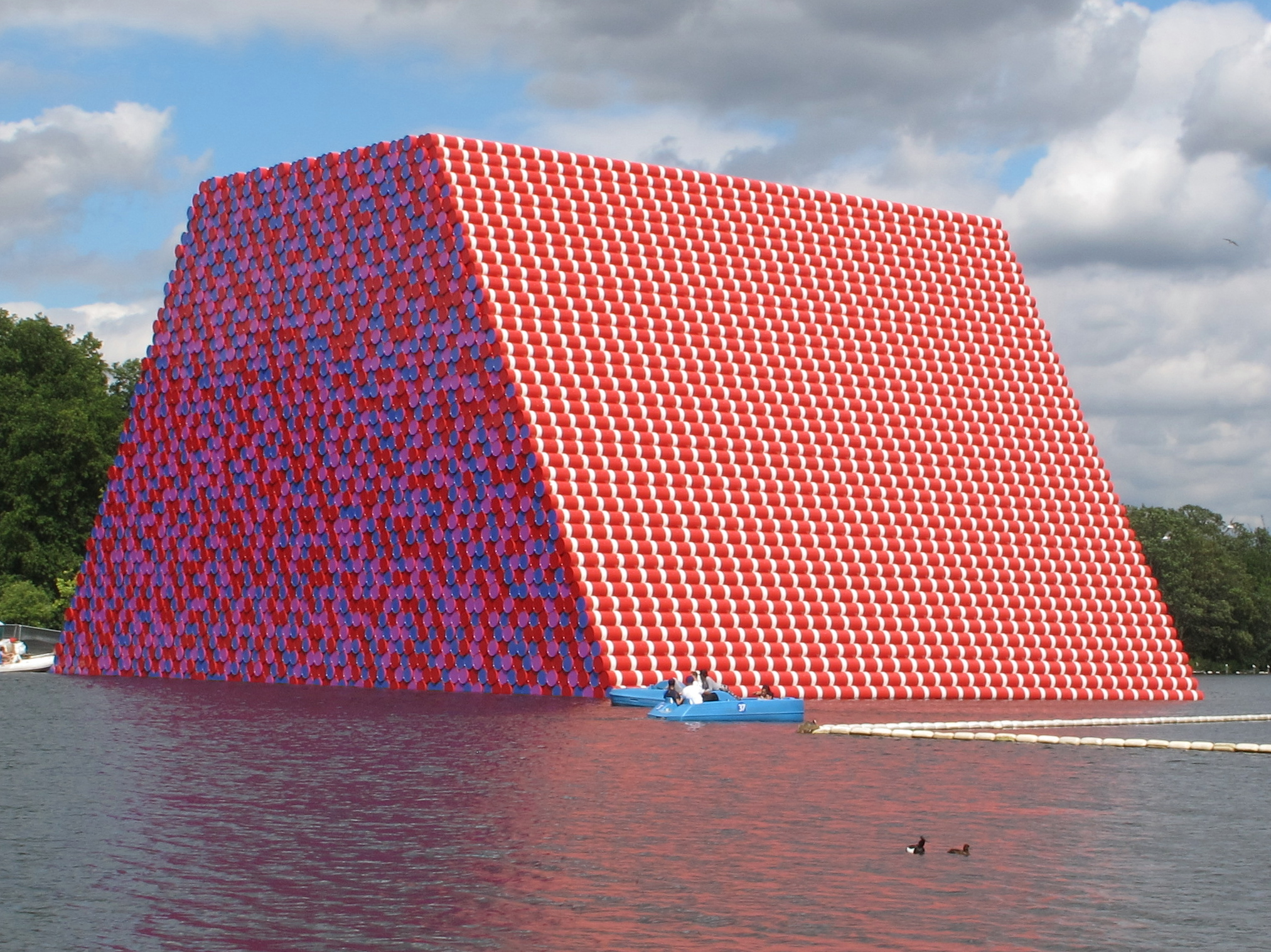
The Mastaba, Serpentine

The London Mastaba va ser una instal·lació flotant que s'exhibí de juny a setembre de 2018 al llac The Serpentine de Londres. Estava composta per 7,506 barrils de petroli disposts en forma de mastaba que estava posada sobre una base de polietilè d'alta densitat, ancorat amb 32 àncores. Els laterals dels barrils estaven pintats de blau, vermell i rosa, mentre que la resta era vermella amb franges blanques.
A la propera Serpentine Gallery s'hi va reunir una exposició d'obres de l'artista intitulada: Christo and Jeanne-Claude: Barrels and The Mastaba 1958–2018 i que exposava escultures, dibuixos, fotografies, maquetes i altres peces de l'obra de Christo dels darrers 60 anys.

### L'Arc de Triomphe, Wrapped
Jeanne-Claude i Christo planificaven des de 1962 el cobriment de l'Arc de Triomf de París. S'havia planificat per abril de 2020, però s'havia reprogramat per setembre i octubre de 2021 a causa de la pandèmia COVID 19. La idea era embolicar-lo amb 25.000 m² de tela blava reciclable aguantada per 7.000 m de cable vermell.

## Darrers projectes

### Over The River(Sobre el Riu)
Christo i Jeanne-Claude van anunciar que el pròxim projecte, titulat Over The River, seria construït en el riu Arkansas, prop de Canyon City, Colorado. Els plans del treball contemplavenn la suspensió de més de 10 quilòmetres de tela reflectora translúcida, fermada per cables d'acer ancorats a la vora del riu. La instal·lació haguera de romandre durant dues setmanes l'any 2012, mentre el riu estiguera obert al públic per a la recreació.
Christo i Jeanne-Claude van concebre inicialment Over The River el 1985, quan embolicaven el Pont Neuf i un tros de tela va caure sobre el riu Sena. Durant els anys 1992 i 1995, els artistes van buscar les localitzacions adequades, considerant prop de 89 rius. Van triar el riu Arkansas perquè les seues vores eren prou altes perquè la gent que navega poguera gaudir del riu i de l'obra al mateix temps. Christo i Jeanne-Claude ja han gastat prop de $2 milions provant teles en túnels de vent, en estudis ambientals i enginyeria de disseny. Tal com en projectes passats, Over The River seria finançat completament per la parella, a través de la venda de dibuixos que Christo va realitzar en la seua preparatòria i models a escala.
Jeanne-Claude va morir durant la preparació d'aquest projecte. I va ser abandonat finalment el 2017 amb l'arribada de Donald Trump a la presidència dels Estats Units

### La Mastaba

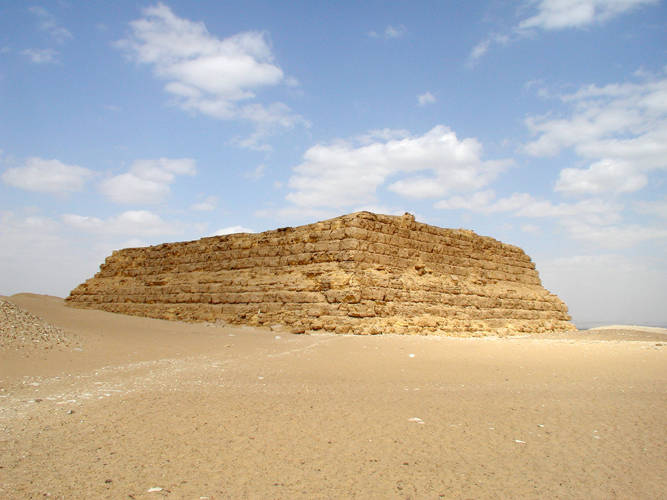
La Mastaba al-Firʿaun a Egipte

Christo planificava una escultura que se situaria al desert a l'est de l'oasi de Liwa a Abu Dhabi. Constistira en 410.000 barrils de petroli col·locats per crear la forma d'una mastaba de 300 x 225 metres i 150 m d'alt. Els plans van començar el 1977. El 2018 se'n va presentar una versió reduïda al Hyde Park de Londres.